# Paulo André Camilo
Ne doit pas être confondu avec Paulo de Oliveira (athlétisme).
Paulo André Camilo de Oliveira, connu sous le nom de Paulo André, (né le 20 août 1998 à Santo André (São Paulo)) est un athlète brésilien, spécialiste du sprint, et une personnalité de télévision.
Six fois champion du Brésil du 100 m, finaliste avec le relais brésilien aux championnats du monde, il participe en 2022 à l'émission de télévision Big Brother Brasil, qu'il termine à la 2e place.
Sa popularité, grâce à l'émission, fait de lui l'athlète en activité le plus suivi sur Instagram (8,6 millions d'abonnés).

## Carrière
Paulo André naît à Santo André, dans l'État de São Paulo, et est le fils de Carlos José Camilo de Oliveira, ancien athlète ayant représenté le Brésil dans les années 80. Pratiquant d'abord le football, son père se rend compte des qualités de sprinter de son fils et le pousse alors à pratiquer l'athlétisme.
En 2015, il participe aux championnats du monde jeunesse à Cali, en Colombie, où il atteint la finale du 100 m et s'y classe 8e.
L'année suivante, il porte son record à 10 s 26 puis termine 5e des championnats du monde juniors à Bydgoszcz en 10 s 29.
Le 9 juin 2017, à 18 ans, il remporte son premier titre de champion du Brésil, à São Bernardo do Campo, en battant son record personnel en 10 s 18 (+ 0,5 m/s).
Le 28 avril, à Porto Alegre, il baisse son record à 10 s 17, puis à 10 s 13 à São Paulo le 26 mai, à 10 s 10 à Montreuil le 19 juin et à 10 s 06 à Madrid le 22 juin. 
En août, il remporte le titre lors des Championnats ibéro-américains à Trujillo.
Le 14 septembre 2018, il conserve son titre national lors des championnats du Brésil à Bragança Paulista, et porte son record à 10 s 02 (- 0,6 m/s), pour devenir le second brésilien le plus rapide de l'histoire, à deux centièmes du record de Robson da Silva, qui est également le record d'Amérique du Sud. Sur 200 m, il réussit par deux fois 20 s 33 durant la saison, à Auburn et Lausanne.
Le 19 avril 2019, il égale ce temps de 10 s 02 (+1.5) à Azusa puis remporte le titre du relais 4 × 100 m lors des Relais mondiaux 2019 en 38 s 05, avec ses coéquipiers Jorge Vides, Derick Silva et Rodrigo do Nascimento.
Lors de l'Universiade de Naples, communément appelé « championnats du monde universitaire », de Oliveira signe un doublé 100 m / 200 m en s'imposant tout d'abord en 10 s 09, puis en 20 s 28, record personnel. Il se blesse lors du relais 4 × 100 m où il est le dernier relayeur en tentant de poursuivre le relayeur japonais qui était en tête lors du dernier passage de témoin.
Aux Jeux panaméricains de Lima, il décroche l'argent sur la distance reine en 10 s 16, derrière Mike Rodgers (10 s 09), puis s'impose avec le relais en 38 s 27, devant Trinidad-et-Tobago (38 s 46) et les États-Unis (38 s 79).
Le 29 août 2019, il court en 9 s 90 (+ 3,2 m/s) lors de la finale des Championnats du Brésil, temps qui ne peut donc être homologué, mais remporte son troisième titre national consécutif.
Sélectionné pour les championnats du monde de Doha, il atteint les demi-finales du 100 m, devenant la premier brésilien à s'y qualifier depuis 1995, et termine 12e, à deux centièmes de la qualification pour la finale. Avec le relais brésilien, il égale en séries le record d'Amérique du Sud, datant de 2000, en 37 s 90, puis échoue au pied du podium en finale en 37 s 72, record battu, derrière les États-Unis, le Royaume-Uni et le Japon.
En 2020, dans une saison tronquée par la pandémie de Covid-19, il remporte son 4e titre national consécutif sur 100 m en 10 s 13, après avoir couru en 10 s 12 en demi-finales, ainsi que le relais 4 x 100 m et le relais 4 x 400 m. Aligné également sur 200 m, il remporte la médaille de bronze en 20 s 52, et termine le championnat avec 4 médailles dont 3 titres.
En juin 2021, il remporte son cinquième titre national consécutif, en 10 s 09 (- 1,7 m/s), puis participe en juillet à ses premiers Jeux olympiques, à Tokyo, où il atteint les demi-finales du 100 m (23e) et est éliminé en séries du relais 4 x 100 m (12e).
Il fait l'impasse sur la saison 2022 pour participer à la 22e saison de l'émission de télé-réalité Big Brother Brasil, à laquelle il termine à la 2e place avec 29,91% des voix derrière l'acteur Arthur Aguiar (68,96%), et remporte 150,000$.
Le 30 avril 2023, il fait son retour sur les pistes à l'occasion du Desafio CBAt/CPB à São Paulo et court en 10 s 18 (- 0,7 m/s). Début juillet, aux championnats du Brésil à Cuiabá, il remporte le titre national en 10 s 15 (+ 0,2 m/s), son 6e titre, après avoir couru en 9 s 99 lors des demi-finales, mais trop venté pour être homologué (+ 2,4 m/s).
Le 28 juillet 2023, il échoue au podium des championnats d'Amérique du Sud en 10 s 03 (+ 0,8 m/s), à un centième de son record personnel, battu par le Surinamien Issam Asinga (9 s 89), son compatriote Erik Cardoso qui bat le record du Brésil en 9 s 97, et le Colombien Ronal Longa (9 s 99), les trois athlètes battant le record d'Amérique du Sud qui était de 10 s 00 depuis 1988. Avec le relais, Paulo André décroche la médaille d'or en 38 s 70. Le 27 mai 2024, il récupère la médaille de bronze sur 100 m, à la suite de la disqualification pour dopage du Surinamien.

## Vie privée
Le 31 août 2021, il devient père pour la première fois, d'un garçon prénommé Paulo André de Andreata Camilo, avec sa compagne Thays Andreata.

## Palmarès
| Date | Compétition                    | Lieu      | Résultat | Epreuve   | Temps   |
| ---- | ------------------------------ | --------- | -------- | --------- | ------- |
| 2015 | Championnats du monde cadets   | Cali      | 8e       | 100 m     | 10 s 83 |
| 2016 | Championnats du monde juniors  | Bydgoszcz | 5e       | 100 m     | 10 s 29 |
| 2018 | Championnats ibéro-américains  | Trujillo  | 1er      | 100 m     | 10 s 27 |
| 2018 | Championnats ibéro-américains  | Trujillo  | 1er      | 4 x 100 m | 38 s 78 |
| 2019 | Relais mondiaux de l'IAAF      | Nassau    | 1er      | 4 × 100 m | 38 s 05 |
| 2019 | Universiade                    | Naples    | 1er      | 100 m     | 10 s 09 |
| 2019 | Universiade                    | Naples    | 1er      | 200 m     | 20 s 28 |
| 2019 | Jeux panaméricains             | Lima      | 2e       | 100 m     | 10 s 16 |
| 2019 | Jeux panaméricains             | Lima      | 1er      | 4 x 100 m | 38 s 27 |
| 2019 | Championnats du monde          | Doha      | 4e       | 4 x 100 m | 37 s 72 |
| 2019 | Jeux mondiaux militaires       | Wuhan     | 2e       | 100 m     | 10 s 32 |
| 2019 | Jeux mondiaux militaires       | Wuhan     | 1er      | 4 x 100 m | 38 s 68 |
| 2023 | Championnats d'Amérique du Sud | São Paulo | 3e       | 100 m     | 10 s 03 |
| 2023 | Championnats d'Amérique du Sud | São Paulo | 1er      | 4 x 100 m | 38 s 70 |
| 2023 | Championnats du monde          | Budapest  | finale   | 4 × 100 m | DQ      |

## Records
| Épreuve   | Épreuve   | Temps        | Lieu                    | Date                            |
| --------- | --------- | ------------ | ----------------------- | ------------------------------- |
| 100 m     | Plein air | 10 s 02      | Bragança Paulista Azusa | 14 septembre 2018 19 avril 2019 |
| 200 m     | Plein air | 20 s 28      | Naples                  | 11 juillet 2019                 |
| 4 x 100 m | Plein air | 37 s 72 (AR) | Doha                    | 5 octobre 2019                  |

### Télévision
- 2022: Big Brother Brasil 22